# Ruhama
Ruhama är ett periodiskt vattendrag i Burundi.   Det ligger i provinsen Karuzi, i den centrala delen av landet, 70 kilometer öster om huvudstaden Bujumbura.
Omgivningarna runt Ruhama är en mosaik av jordbruksmark och naturlig växtlighet. Runt Ruhama är det tätbefolkat, med 331 invånare per kvadratkilometer.